# 칼레비포에그

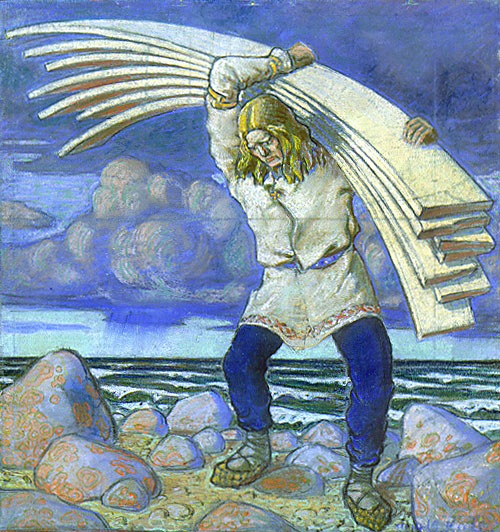
1914년 오스카르 칼리스가 그린 칼레비포에그 삽화.

《칼레비포에그》(에스토니아어: Kalevipoeg)는 프리드리히 라인홀트 크로이츠발트가 쓴 서사시이다. 에스토니아인의 국민서사시로, 친척 민족인 핀인의 《칼레발라》와 같은 위치에 있다. 에스토니아 민담의 칼레비포에그('칼레바의 아들'이라는 뜻)라는 거인 영웅을 주인공으로 삼았다.

## 내력
1839년 프리드리히 로베르트 펠만(Friedrich Robert Faehlmann)이 에스토니아인 학회에서 칼레비포에그 전설에 관한 논문을 읽고 국민낭만주의적 서사시를 기획했다. 1850년 패흘만이 죽은 뒤 크로이츠발트가 서사시를 쓰기 시작했다. 크로이츠발트는 각지에 구전되던 민담들을 수집하여 그것들을 하나의 통일된 이야기로 직조해냈다.
《칼레비포에그》의 첫 판본은 1853년 완성되었고 총 13,817행으로 되어 있었는데, 검열로 인해 출판되지 못했다. 이후 세심하게 교정한 두 번째 판본(19,087행)이 1857년에서 1861년 사이 에스토니아인 학회의 학술지를 통해 발표되었다. 독일어로 번역도 이루어졌다. 1862년 일반 독자용으로 좀 축약한 세 번째 판본(19,023행)이 나와서 핀란드 쿠오피오에서 간행되었다.

## 줄거리
칼레비포에그는 칼레바와 린다의 막내아들이다. 칼레비포에그는 납치당한 모친을 찾아 핀란드 땅으로 간다. 그는 여행 도중에 대장장이에게서 도검을 사는데, 대장장이의 장남과 싸움이 붙어 그만 그를 죽이고 만다. 대장장이가 칼레비포에그의 검에 저주를 걸고 검은 강물에 버려진다. 에스토니아로 돌아온 칼레비포에그는 형들과 바위 던지기를 겨루어 승리하여 에스토니아의 왕이 된다. 그는 에스토니아 땅에 성읍들과 경작지들을 세운다. 그리고 지식을 넓히기 위해 땅의 끝까지 여행을 떠난다. 그는 사탄을 물리치고 세 명의 아가씨를 저승에서 구출하기도 한다. 그 뒤 전쟁이 터지고 에스토니아는 황폐화된다. 칼레비포에그의 충성스런 부하들은 그 와중 죽임당한다. 칼레비포에그는 형 올레브에게 통치권을 넘기고 우울에 빠져 숲속으로 은둔한다. 칼레비포에그이 강을 건너는데, 옛날에 대장장이가 저주를 걸었던 그 검이 물 속에서 칼레비포에그의 다리를 자르고 칼레비포에그는 죽는다. 타라피타를 비롯한 신들은 칼레비포에그을 되살리고, 다리 없는 그를 흰 말 위에 태워서 저승의 문 앞으로 보낸다. 그리고 주먹으로 바위를 때리라고 명령한다. 칼레비포에그는 바위 속에 손이 파묻혀 움직일 수 없게 되고, 그 뒤로 쭉 저승의 문지기 역할을 하게 된다.

## 같이 보기
- 에스토니아 신화